# 윤금순
윤금순(尹今順, 1959년 10월 1일 ~ )은 농민운동가 출신 통합진보당의 정치인이다. 
윤금순은 2012년 19대 총선 통합진보당 비례대표 1순위로 공천을 받아 당선되었지만, 통합진보당 부정 경선 사건에 대한 논란으로 의원직 사퇴를 선언하였다. 그러나 윤금순이 사퇴하게 될 경우 사퇴를 거부하고 있는 7순위 조윤숙 후보가 승계하는 관계로, 통합진보당에서는 사퇴를 거부하고 있는 후보들의 출당이 이뤄진 후 윤금순의 사퇴서를 제출하기로 하였다. 그래서 윤금순은 한시적으로 의원직이 유지되었다. 그러나 국회의원 월급을 포함한 모든 특권을 받지 않겠다고 선언했다. 2012년 7월 9일, 국회 본회의에서는 윤금순 의원의 사퇴를 승인하여 비례대표 14번 서기호가 의원직을 승계하게 되었다. 그 후 다시 농민으로 돌아갔다. 현재 시댁인 성주군에 살면서 참외농사를 짓고 있다. 2016년에 한반도 사드 배치 반대 활동을 하였다.

## 역대 선거 결과
| 실시년도 | 선거  | 대수 | 직책     | 선거구   | 정당       | 득표수      | 득표율         | 순위         | 당락 | 비고 |
| -------- | ----- | ---- | -------- | -------- | ---------- | ----------- | -------------- | ------------ | ---- | ---- |
| 2012년   | 총선  | 19대 | 국회의원 | 비례대표 | 통합진보당 | 2,198,405표 | \| \| 10.3% \| | 비례대표 1번 |      | 초선 |
|          | 10.3% |      |          |          |            |             |                |              |      |      |

## 같이 보기
- 대한민국 제19대 국회의원 선거 통합진보당 후보 목록#비례대표